# Aeroporto de Innsbruck
O Aeroporto de Innsbruck (IATA INN, ICAO: LOWI) é um aeroporto situado em Innsbruck, na Áustria. Foi inaugurado em 01 de junho de 1925, e é o maior aeroporto da região do Tirol. Dada a sua proximidade aos Alpes, a actividade deste aeroporto aumenta significativamente durante o inverno devido ao número de turistas que se deslocam a esta região para praticar ski.
É o aeroporto-base da Tyrolean Jet Services, Welcome Air e Austrian Arrows. Situa-se a cerca de 4km do centro de Innsbruck.

## Companhias aéreas e destinos
- Austrian Airlines (Moscovo-Domodedovo (sazonal))
  - Austrian Arrows operado pela Tyrolean Airways (Frankfurt, Viena)
- easyJet (Bristol, Liverpool, Londres-Gatwick, Manchester)
- Niki (Palma de Maiorca, Rodes, Viena)
- S7 Airlines (Moscovo-Domodedovo (sazonal))
- Transavia (Amesterdão, Berlim-Tegel, Bruxelas, Copenhaga, Hamburgo, Roterdão)
- TUIfly (Colónia/Bona, Berlim-Tegel)
- Welcome Air (Gotemburgo-Landvetter, Graz, Hanôver, Kristiansand, Ólbia, Nice, Stavanger)

### Vooscharter
- Air Malta (Malta)
- Austrian Airlines operado pela Lauda Air (Antália, Corfu, Heraclião, Hurghada, Cós, Lárnaca, Monastir, Palma de Maiorca, Reus, Rodes, Split, Tessalónica, Tivat, Túnis, Zacinto)
- Austrian Airlines operado pela Austrian Arrows (Birmingham, Brač, Calvi, Dublin, East Midlands, Edimburgo, Exeter, Calamata, Cefalônia, Lamezia Terme, Leeds, Lemnos, Naxos, Newcastle, Preveza, Tivat, Tortolì, Zadar)
- Finnair (Helsinki)
- First Choice Airways (Manchester)
- Pegasus Airlines (Dalaman)
- SunExpress (Antália)

## Imagens

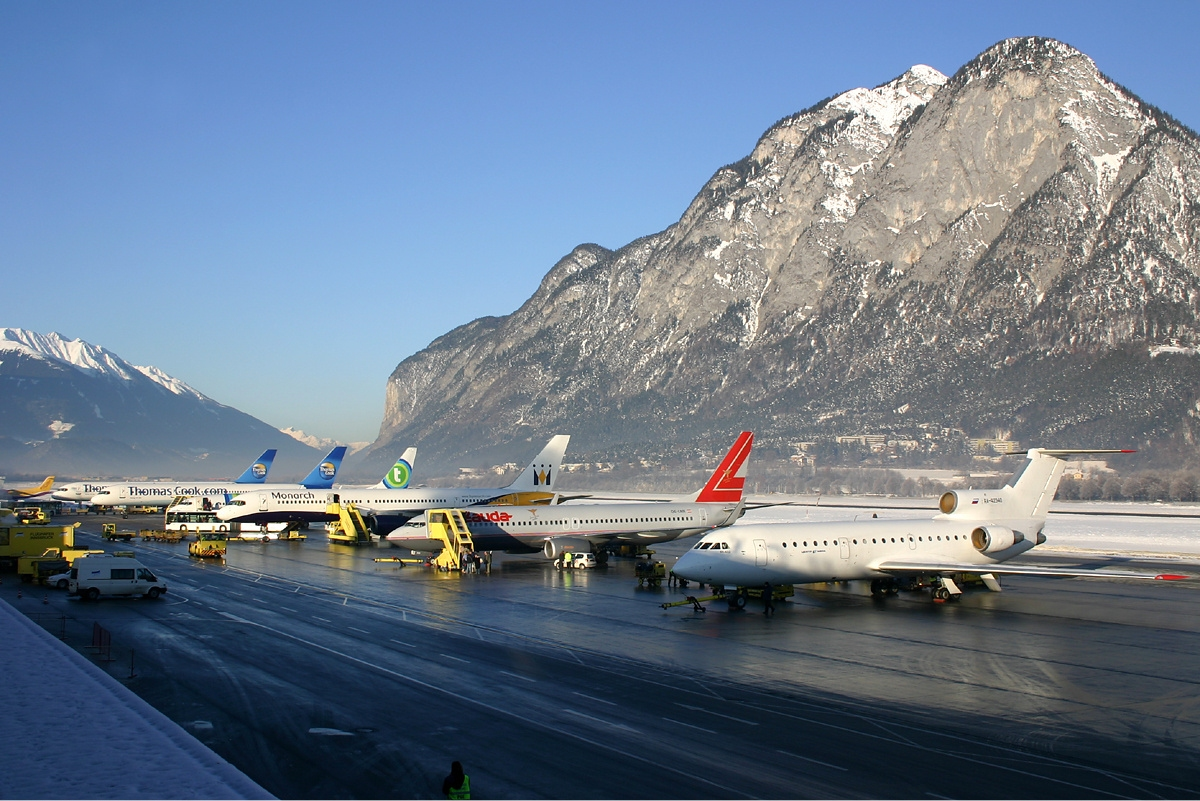
Aeroporto durante o inverno
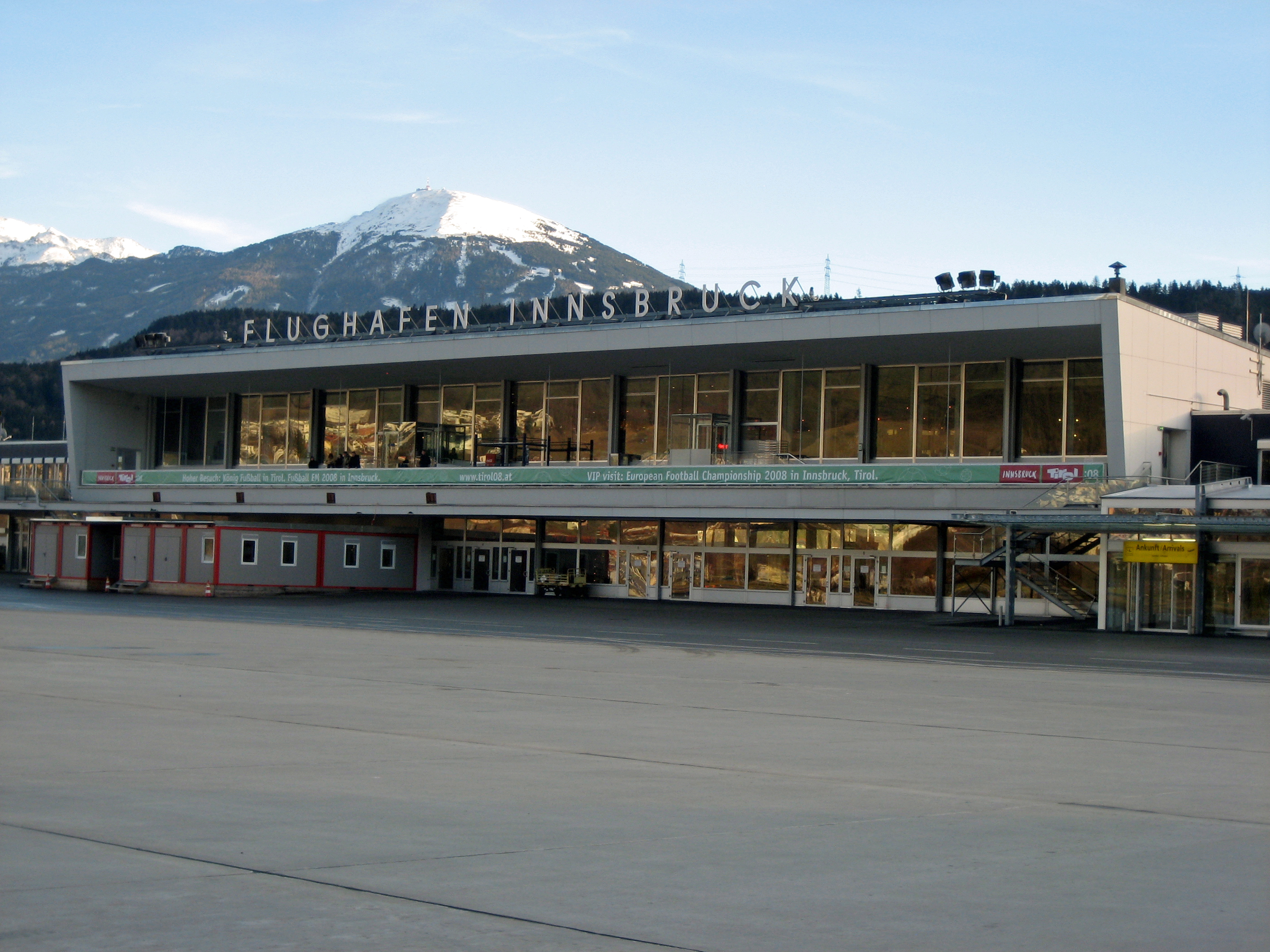
Terminal do aeroporto de Innsbruck